# Хабаровский краевой суд
Хабаровский краевой суд — высший федеральный орган судебной власти Хабаровского края в системе судов общей юрисдикции по гражданским, уголовным, административным и иным делам, подсудным судам общей юрисдикции.
Хабаровский краевой суд является высшим федеральным органом судебной власти в Хабаровском крае. Он занимается рассмотрением дел по различным категориям, таким как гражданские, уголовные, административные и другие дела. Хабаровский краевой суд имеет компетенцию рассматривать дела, которые подсудны судам общей юрисдикции.

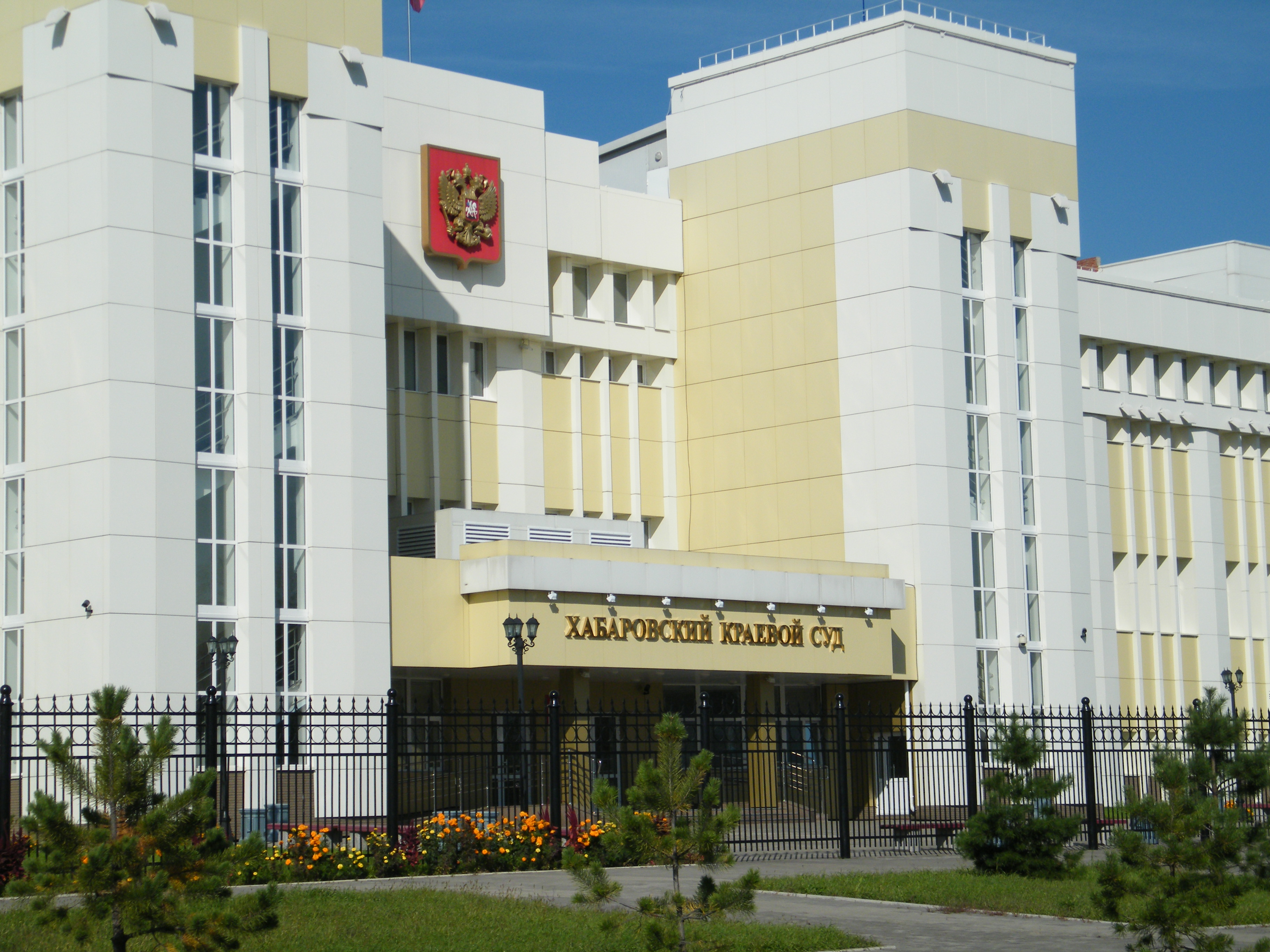
Ближнее изображение здания суда

## История
Учрежден 11 октября 1934 года.

## Структура суда

### Председатели суда
С 18 марта 2019 года председателем суда назначена Елена Владимировна Демидова.

### Президиум
Состав президиума
| Председательствующий | Демидова Елена Владимировна    | председатель Хабаровского краевого суда |
| Член президиума      | Адкин Михаил Валерьевич        | заместитель председателя Хабаровского краевого суда, председатель судебной коллегии по уголовным делам                                                    |
| Член президиума      | Лукьянченко Роман Владимирович | заместитель председателя Хабаровского краевого суда, председатель судебной коллегии по гражданским делам                                                  |
| Член президиума      | Унтевская Елена Леонидовна     | заместитель председателя Хабаровского краевого суда, председатель судебной коллегии по административным делам и делам об административных правонарушениях |
| Член президиума      | Миронова Лариса Юрьевна        | судья Хабаровского краевого суда |
| Член президиума      | Хохлова Екатерина Юрьевна      | судья Хабаровского краевого суда |

### Судебная коллегия по уголовным делам
- Состав судебной коллегии по уголовным делам
- Канцелярия

### Судебная коллегия по административным делам
- Состав судебной коллегии по административным делам
- Канцелярия

### Судебная коллегия по гражданским делам
- Состав судебной коллегии по гражданским делам
- Канцелярия

### Структурные подразделения суда
- Отдел обеспечения судопроизводства
- Отдел делопроизводства
- Отдел государственной службы и кадрового обеспечения
- Финансово-бухгалтерский отдел
- Отдел правового обеспечения, судебной статистики и информатизации
- Отдел материально-технического обеспечения